# Chiasmocleis tridactyla
Espèce
Synonymes
- Adelophryne tridactyla Duellman & Mendelson, 1995
- Syncope tridactyla (Duellman & Mendelson, 1995)

Statut de conservation UICN

 LC  : Préoccupation mineure
Chiasmocleis tridactyla est une espèce d'amphibiens de la famille des Microhylidae.

## Répartition
Cette espèce se rencontre :
- dans le sud de la Colombie dans le département d'Amazonas ;
- dans l'est du Brésil dans l’État d'Amazonas ;
- en Équateur dans la province de Pastaza ;
- au Pérou dans la région de Loreto.

## Description
Chiasmocleis tridactyla environ 12-13 mm. Son dos et son ventre sont brun foncé avec des taches crème.

## Étymologie
Son nom d'espèce, du préfixe grec tri-, « trois », et dactylos, « doigt », lui a été donné en référence à la présence de seulement trois doigts fonctionnels à ses pattes avant et arrière.

## Publication originale
- Duellman & Mendelson, 1995 : Amphibians and Reptiles from Northern Departamento Loreto, Peru: Taxonomy and Biogeography. The University of Kansas science bulletin, vol. 55, no 10, p. 329-376 (texte intégral).